# Vouillé, Deux-Sèvres
Vouillé är en kommun i departementet Deux-Sèvres i regionen Nouvelle-Aquitaine i västra Frankrike. Kommunen ligger i kantonen Prahecq som tillhör arrondissementet Niort. År 2022 hade Vouillé 3 538 invånare.

## Befolkningsutveckling
Antalet invånare i kommunen Vouillé
| Referens: INSEE |